# Чаффер, Люси
Лю́си Ка́терин Ча́ффер (англ. Lucy Katherine Chaffer, 19 октября 1983, Субьяко, Лацио) — австралийская скелетонистка, выступающая за сборную Австралии с 2006 года. Неоднократная призёрша национального первенства, участница зимних Олимпийских игр в Сочи.

## Биография
Люси Чаффер родилась 19 октября 1983 года в итальянской коммуне Субьяко, регион Лацио. Активно заниматься скелетоном начала в возрасте восемнадцати лет, в 2006 году прошла отбор в национальную сборную Австралии и стала принимать участие в крупнейших международных стартах, показывая довольно неплохие результаты. С попеременным успехом участвовала в заездах Кубка Америки и юниорского Кубка мира, через год боролась за обладание Кубком Европы и Межконтинентальным кубком, но не очень удачно — чаще всего располагалась в зачёте между двенадцатым и восемнадцатым местами. В феврале 2009 года дебютировала на взрослом Кубке мира, на двух американских этапах в Парк-Сити оба раза финишировала двадцатой.
Полноправной участницей мирового кубка Чаффер стала только в сезоне 2010/11, когда побывала на всех восьми этапах и в итоге заняла четырнадцатое место общего зачёта. Тогда же дебютировала на взрослом чемпионате мира, показав на трассе немецкого Кёнигсзее пятнадцатое время. В следующем сезоне значительно улучшила свои показатели, так, на этапе Кубка мира в канадском Уистлере завоевала серебряную медаль, а после окончания кубкового цикла расположилась в мировом рейтинге сильнейших скелетонисток на седьмой строке. На чемпионате мира 2012 года в американском Лейк-Плэсиде финишировала девятой в женской индивидуальной программе.
В 2014 году Чаффер побывала на Олимпийских играх в Сочи, где финишировала семнадцатой.